# 汾陽侯
汾陽侯（ふんようこう）は、古代中国の前漢時代、紀元前196年から紀元前140年までと、紀元前62年以降いくらかの期間あった列侯の一つである。靳彊とその子孫が封じられた。封地の汾陽県は太原郡（現在の山西省）にあったが、侯の封地は国というので、汾陽侯がいたときには汾陽国といった。

## 歴史
秦末の反乱から高祖劉邦に従って戦った靳彊が、高祖11年（紀元前196年）2月辛亥（『漢書』によれば3月辛亥）に汾陽侯に封じられたのが始まりである。諸侯の中で位次は96位であった 。子の靳解、孫の靳胡が継承したが、靳胡の死で絶えた。
武帝の時代に靳彊の曽孫の靳石が江都侯になったが、数年で免職になり侯の地位を失った。
宣帝の詔で、元康4年（紀元前62年）に靳彊の玄孫の靳忠が封じられた。その後は不明である。

## 汾陽侯の人物
- 靳彊 - 高祖11年（紀元前196年）封、高后3年（紀元前185年）死、厳侯[1][2]。
- 靳解 - 高后3年（紀元前185年）嗣、孝景5年（紀元前152年）死、共侯[1][2]。
- 靳胡 - 孝景5年（紀元前152年）嗣、（建元元年、紀元前140年）死、康侯[1][2]。
- 靳忠 - 元康4年（紀元前62年）封[1]。